# Історія Сколе
Історія Сколе — історія маленького бойківського містечка, Сколівського району Львівської області. Відоме в історичних документах з 1397 року, Сколе протягом своєї понад 600-літньої історії належало до Галицько-Волинського князівства, Речі Посполитої, Австро-Угорська імперія, ЗУНР, Польщі, Радянського Союзу, а після розпаду останнього перебуває в складі незалежної України. Сколе було спочатку маленьким гірським поселенням, потім біля села у 1660 році граф Олександр Януш Заславський заснував містечко, яке з часом об'єдналось з Старим Сколе. Пізніше до міста були приєднані присілки Демня і Святослав. 2001 року Сколе увійшло до Списку історичних населених місць України.

## Давня доба
Слов'янське поселення на території давнього кельтського поселення племені Боїв виникло приблизно на початку X ст., про що свідчить легенда про князя Святослава Володимировича та результати археологічних досліджень. На території міста були знайдені кам'яні сокири, кераміка, кістяні вироби та інші артефакти, які належать до часів Київської Русі. Через Сколе здавна проходив важливий торговельний шлях «на угри», з Волині і Галичини на Закарпаття. У 895 р. мадярські кочові племена, на чолі з Арпадом дорогою в Паннонію, перейшли через гірське поселення, яке існувало на місці теперішнього Сколе.

## 1199–1349:Галицько-Волинське князівство
Правдоподібно, що до монгольського нашестя та місцина, де зараз розташоване Сколе носила назву «Тухля», або «Тукла» а сучасне село Тухля (вище в горах і в стороні від «угорського» шляху) виникло вже після нищівного розгрому монголами старого поселення у Сколівській улоговині.
При в'їзді до міста з півночі, на перевалі Тухольські ворота до 1241 року існували потужні фортифікаційні споруди для захисту від ворожих нападів кочівників — трирядна система оборонних дерево-земляних валів з високою дерев'яною вартовою вежею (баштою) на кам'яному фундаменті. З верхньої площадки башти було видно вежу монастиря у Синевицку Верхньому. Цей перевал тоді називався «Ворота», а пізніше, за часів Австро-Угорщини — «Колодка». Із тих давніх часів гору, на якій стояла башта, називають Баштою, а другу, що навпроти, через річку — Забаштою.
10 березня 1241 року величезне (~ 20 000 воїнів) монгольське військо під проводом Батия і Субудая, прямуючи з Волині в Панонію, розпочало штурм укріпленого перевалу «Тухольські Ворота», вщент розгромило в нерівнім бою малочисленний гарнізон оборонців, і вже через 2 дні передові загони монгольської кінноти штурмом оволоділи Верецьким перевалом. Саме ці події так яскраво описав у своїй історичній повісті «Захар Беркут» знаменитий бойко — Іван Франко.

## 1387–1772:Польське королівствоіРіч Посполита
Перша письмова згадка про Сколе датується 5 березня 1397 року, коли польський король Володислав II Ягайло надав братам Микові та Іванкові Волохам королівський привілей на володіння Сколе і довколишніми землями:
| | \| ...Ми заявляємо як сьогоднішньому поколінню, так і майбутньому, якому про все корисно знати, що Ми зважили на корисний послух наших підданих і надійність нашій вірі, чим тепер догодили Нашій Величності рідні брати Волохи, наші вірні і любі Мико та Іванко, які в майбутньому будуть Нам ще більше відданими, і бажаючи наділити їх за їх волею спеціальною ласкою користуватись всілякими можливостями, — то їм даємо навіки село в наших лісах за нашими володіннями, що по-народному звуться "Ворота", розташоване на ріці Опір і на необжитих полях, які є там, тобто Сколе і Тухля з іншими лісами і полями, які прилягають з обох сторін згаданої річки Опір, даруємо (і вважаємо, що відтепер його треба називати селом Сколе) з усіма плодами, чиншами, доходами, врожаями, полями, лугами, пасовиськами, лісами, гаями, ожинними кущами, смерековими і дубовими лісами, борами, бортями, мисливськими і рибними уходами, озерами, болотами, ставками, рибниками, млинами, водами і всім тим, що належить до поодиноких угідь, і всіма придатками. \| |
| ...Ми заявляємо як сьогоднішньому поколінню, так і майбутньому, якому про все корисно знати, що Ми зважили на корисний послух наших підданих і надійність нашій вірі, чим тепер догодили Нашій Величності рідні брати Волохи, наші вірні і любі Мико та Іванко, які в майбутньому будуть Нам ще більше відданими, і бажаючи наділити їх за їх волею спеціальною ласкою користуватись всілякими можливостями, — то їм даємо навіки село в наших лісах за нашими володіннями, що по-народному звуться "Ворота", розташоване на ріці Опір і на необжитих полях, які є там, тобто Сколе і Тухля з іншими лісами і полями, які прилягають з обох сторін згаданої річки Опір, даруємо (і вважаємо, що відтепер його треба називати селом Сколе) з усіма плодами, чиншами, доходами, врожаями, полями, лугами, пасовиськами, лісами, гаями, ожинними кущами, смерековими і дубовими лісами, борами, бортями, мисливськими і рибними уходами, озерами, болотами, ставками, рибниками, млинами, водами і всім тим, що належить до поодиноких угідь, і всіма придатками. | |

Але не довелося братам Волохам довго володіти Сколе. Через кілька років в боротьбу за селище і навколишні багаті ліси включились польський магнат Петро Кміта і краківський воєвода Ян Тарновський, переможцем з якої вийшов останній з них.
Є відомості, що у 1449 році село Сколе належало Івашку Гошовському і Корчинському, проте досить швидко Сколе і навколишні землі повернулись до родини Тарновських. У 1567 році землі Тарновських і Сколе переходять у власність князя Острозького, нащадки якого на початок XVIII ст. зосереджують у своїх руках майже всі сколівські володіння.
На той час податкова політика князів Острозьких і представників дрібної шляхти по відношенню до селян була досить жорсткою — селянин мав сплачувати як грошові, так натуральні податки:
- лановий податок — 3-4 злотих
- лісний податок — 3 злотих
- податок на дим — 1 злотий
- за весілля дочки — 1 злотий
- за вдову — 2 злотих
- за розлучення — 6 злотих
- з натуральних податків — поголовщина і половинщина.[6]

Крім того, на селян накладалися значні подушні повинності. Відсоток кріпацтва був дуже великий, вільних селян і ремісників у Сколе були одиниці.
У 1568 та липні 1594 року жителі Сколе зазнали нападу татар, які дійшли аж до Славська..
30 січня 1657 року, в ході союзної війни проти Польщі, угорське військо семигородського князя Ракоці Юрія II, прямуючи до Стрия зайняло і розграбувало Сколе.

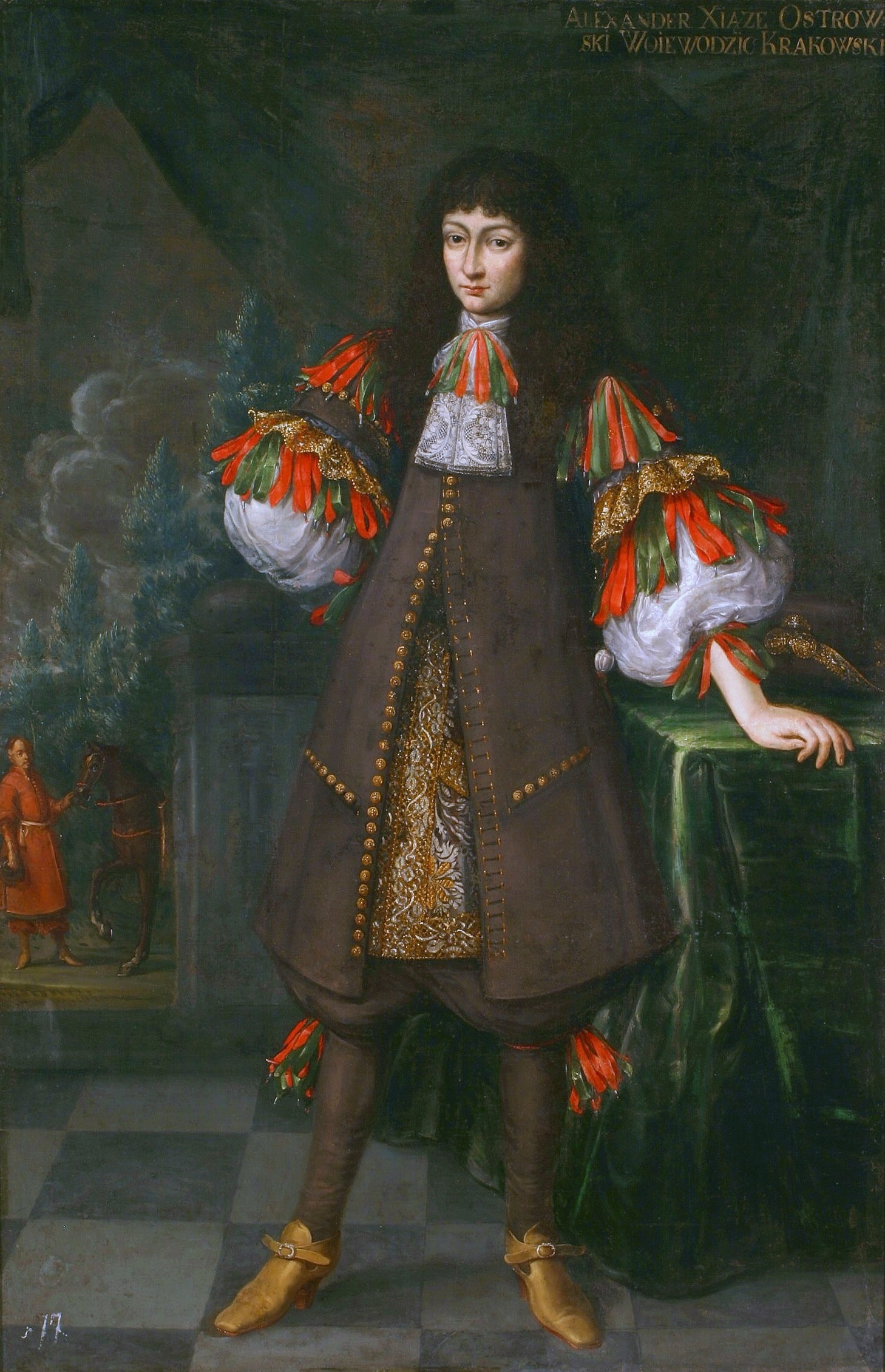
Засновник міста князь Олександр Януш Заславський

Близько 1660 року поруч із поселенням князь Олександр Януш Заславський заклав місто, назване на свою честь — Олександрією, але назва не прижилася, і місцеві жителі почали називати місто, як і село — Сколе. В центрі його був дерев'яний замок, обгороджений кам'яним муром. Над брамою княжого замку височіла дерев'яна вежа з бійницями. Відомо, що першим каштеляном Сколівського замку був Ян Ольбрахт Пілєцький. Посеред торгової площі було збудовано ратушу, єдину на той час муровану споруду в містечку. Її пізніше використовували переважно під торговельний центр і склади, бо місто не мало магдебурзького права. Ратуша дуже постраждала в часи Другої світової війни і була розібрана в середині 50-х років XX ст.
Ходачкова шляхта Сколівщини відрізнялась «запальною вдачею» і подекуди після гучної забави вдавалась до не менш гучних прогулянок, які неодмінно закінчувались розбоєм, насиллям і грабіжництвом. Так, у червні 1664 році близько 40 турківських молодих шляхтичів верхи, на чолі з Петром Височанським в базарний день напали на Сколе, зчинили стрілянину, масову бійку на торговиці, поперевертали вози, і понищили багато майна. Нападників було схоплено і заарештовано. Вони навіть подали скаргу до суду, про те, що їх було побито під час арешту. Суд скаргу відхилив і визнав турківських шляхтичів винними з відшкодуванням майна потерпілим сколівчанам. Проте розмір відступного сколівчан не задовільнив, і коли влітку 1667 року три вози з крамом Яна Височанського (батька одного з учасників розбійного нападу) дорогою до Славська проїжджали через Сколе, їх було заарештовано, а коли старий Височанський приїхав у Сколе за майном, його замкнули до льоху замкової вежі. Тримали доти, доки не сплатив відкуп у повному розмірі…
Протягом 1671—1681 рр. в околицях Сколе діяв загін опришків на чолі з колишнім пастухом Андрієм Дзигановичем.
У 1673 році, через раптову смерть князя Олександра Заславського, Сколе, разом з усіма іншими маєтками родини Заславських перейшло у володіння роду Любомирських.
Станом на 1692 рік Сколе було типовим галицьким містечком, поділеним головним карпатським торговим шляхом на дві половини: шляхетську, де був княжий замок і дерев'яні будинки ходачкової шляхти; і хлопську, або рустикальну — власне давнє село Сколе, посеред якого йшла одна вулиця, яка так і називалась, «серед села». Шляхетське Сколе складалось з 55 будинків, 6 корчем, 2 пивоварень, при населенні близько 500 осіб. У рустикальній частині Сколе було трохи більше хат, але приблизно стільки само населення, тож загалом — близько 1000 душ.

## 1772–1914: Сколе у складіАвстрійськоїімперії

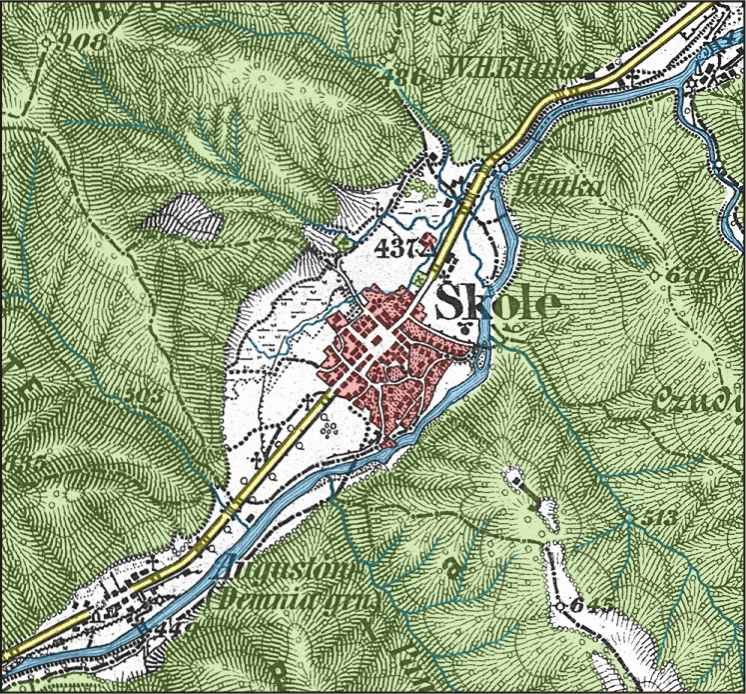
Топографічна мапа Сколе 1877 року

10 червня 1772 року у Сколе вступили австрійські війська. Розпочався довгий період поступової німецької колонізації краю.
В останній чверті XVIII ст. графиня Ізабела Любомирська запросила на Сколівщину німецьких колоністів, які селилися переважно у Сколе і займались ремісництвом (пекарі, слюсарі, годинникарі, шевці). У присілку Сколе — яке пізніше отримало назву Демня, німецькі колоністи-гірники збудували доменну піч, із заліза якої місцеві майстри виготовляли сільськогосподарське знаряддя. Домна спочатку працювала на жидачівській залізній руді, а згодом (1780) знайшли руду і на Сколівщині. Дещо пізніше, недалеко від залізної гути колоністи з Богемії збудували склодувну піч, на якій виплавляли зелене і прозоре скло. Виробництво розвивалось швидкими темпами, і у 1809 році тільки на скляній гуті працювало понад 140 осіб.
На початку XIX ст., за згодою Франца Йосипа I розпочалась масова колонізація Бойківщини німецькими ремісниками, що сприяло розвитку промисловості краю. Вони утворили кілька колоній, де компактно оселилися: Феліценталь (нині с. Долинівка), Карлсдорф (нині с. Климець) та Аннаберг (нині с. Нагірне). Багато їх було і у самому Сколе. Німецький вплив і досі помітний у забудівлі, побуті, місцевому діалекті, веденні господарства.
У 1784 р. новозбудований гостинець з'єднав Сколе з Нижніми Воротами, що значно пожвавило торговельні і культурні зв'язки Бойківщини з Закарпаттям. У тому ж році Сколе зазнало великої повені, було зруйновано чимало хат біля ріки, підтоплено городи і обійстя, згнило багато урожаю. Повінь спричинила голод 1784—1787 рр.
У 1847 році Сколівщина належала графу Потоцькому, а в місті на той час було 238 домів і близько 2000 населення. 1859 року граф Потоцький продав сколівські землі разом з Тухольщиною графу Еугеніушу Кінському за 275000 злотих ринських.
Близько 1862 року граф Кінський збудував тут перший на Сколівщині парову лісопильню, а 1864 року заснував найбільшу в Галичині сірникову фабрику на північній околиці Сколе, де працювало понад 50 робітників.
1885 р. — відкрито залізницю Стрий — Сколе, що була продовжена у 1887 році до Мукачева. Перший пасажирський потяг прибув на станцію Сколе зі Стрия 4 квітня 1885 року. Після прокладання через Сколе залізниці, в місті та околицях інтенсивно розвивається рекреаційне господарство.

## Епоха баронів Грьодлів

Барон Альберт Грьодль

1886 року австрійський барон Альберт Грьодль разом із двома братами заснував у Сколе фірму «Брати Барони Грьодлі». У тому ж році він разом з підприємцем Вільгельмом Шмідтом купив у сколівського дідича графа Еугеніуша Кінського багаті місцеві ліси. Будівництво залізниці стимулювало промисловий розвиток міста, і невдовзі фірма Грьодлів розвинулась у різногалузевий промисловий комплекс, до якого належали лісозаготівельні промисли, каменярня (тартак), ремонтно-механічні майстерні і навіть невелика гідроелектростанція. Загальна площа володінь баронів Грьодлів на Сколівщині становила більше 36000 га.
При виробництві паралельно розбудовувалась і комунально-соціальна сфера. Відпрацьована пара йшла на опалення службових приміщень. Був побудований водогін з керамічних труб, який обслуговувався лише однією людиною. Цей водогін справно працює і досі.

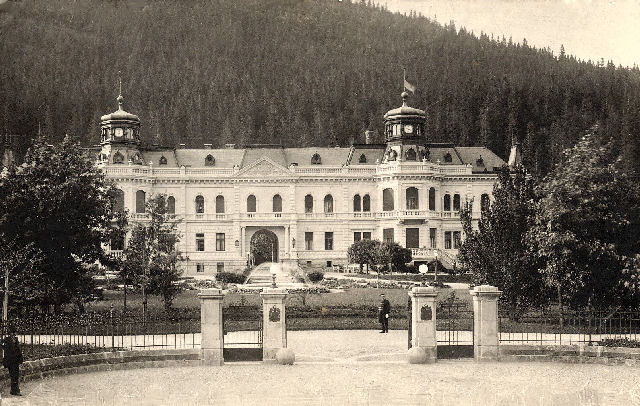
Палац баронів Грьодлів на Демні (Сколе), початок 30-х рр. XX ст.

Брати Грьодлі перебудували і розширили колишній палац графа Кінського на Демні і заклали довкола будівлі розкішний парк і оранжерею. Цей палац і досі вважається перлиною Сколівщини, хоча станом на кінець 2008 року знаходився у дуже занедбаному стані. Після окупації Сколього радянськими військами у кінці вересня 1939 р. в палаці був розміщений відділ НКВС, який повернувся сюди у серпні 1944 р. і діяв до 1948 року. Потім палац було передано інтернату безпритульних дітей, який і досі тут розміщується.
Брати Грьодлі побудували у Сколівських Бескидах кілька вузькоколійок. Найбільший ухил мала ділянка від Демні через Свидник до Тисовця (18,7 км), на Козьову і на гору Парашку — найвищу вершину Сколівщини. Ширина колії від 620 до 1050 мм, ухил траси — до 25 %. У період між двома світовими війнами фірма «Брати Барони Грьодлі» давала дуже добрий дохід, який подвоювався щорічно. Розвивали вони і туристичний бізнес.
30 березня 1888 року велика пожежа знищила майже третину міста (близько 100 будинків). Центр містечка був представлений щільною дерев'яною забудовою, будівлі стояли майже поруч, і вогонь за дуже короткий час поширився майже на все місто. Вщент згоріли дерев'яний костьол, поштамт, будинок податкової адміністрації і початкова школа.
У 1900 році з'явилися на Сколівщині перші охоронні лісові округи (69 га). 1912 року Сколівщина була виділена зі Стрийського повіту, і місто Сколе стало повітовим центром.

## 1914–1918: Сколе в часи Першої світової війни
В часи Першої світової війни значних бойових дій у Сколе не було. У вересні 1914 року, після перемоги в Галицькій битві, ескадрони 2-ї Кубанської козачої дивізії переслідуючи відступаючі австро-угорські війська швидким маршем пройшли через Сколе і з боями захопили карпатські перевали Бескид і Верецький. У лютому 1915 року через місто в напрямку Верецького перевалу пройшли колони російських військ 22 піхотного корпусу 8-ї армії генерала Брусилова.

## 1918–1919:ЗУНР
Про цей час відомо тільки те, що з 1918 по 1920 рік у місті лютувала епідемія тифу.

## 1919–1939: Сколе у складіДругої Речі Посполитої
З 1928 до 1935 року видавалася газета «Відомості Демнянські» (пол. Wiadomośći Demniańskie), в якій висвітлювалися питання економіки, історії, географії та побуту краю. У 30-х роках XX століття на Сколівщині інтенсивно розвивається туризм. В цей період було відкрито пансіонати, відпочинкові вілли, туристичне інформбюро, кінотеатр, пляжі над річкою Опір, гірськолижний трамплін, хокейне поле, ковзанку і першу в Карпатах санну трасу. Влітку на цей кліматотерапевтичний курорт приїздило близько 1500 відпочиваючих.
У міжвоєнний час місто було центром Сколівського повіту (пізніше приєднаного до стрийського повіту Станіславського воєводства). 1937 року Сколе було включено до переліку гірських поселень, що заслуговують охорони, як рекреаційна місцевість. До 19 вересня 1939 року в місті розташовувався базовий гарнізон першого батальйону Корпусу Прикордонної Оборони «Skole» (командир — майор Єжи Дембровскі).
Наприкінці травня 1939 року на перевалі Тухольські ворота біля Сколе відбувся бій між польською поліцією і прикордонниками з одного боку та бійцями УСС, які поверталися в Галичину з окупованої угорцями Карпатської України, з іншого. Про це згадує Юрій Шухевич.

## 1939–1944: Сколе у періодДругої світової війни
19 вересня 1939 року, на третій день після початку Польського походу РСЧА, польські прикордонники і адміністрація містечка за наказом головнокомандувача Едварда Ридз-Смігли були евакуйовані залізницею через Лавочне до Угорщини. На наступний день, 20 вересня в місто ввійшли передові частини вермахту. 22 вересня 1939 року, відповідно до остаточного узгодження демаркаційної лінії між СРСР та Третім Райхом, німецькі війська почали передавати СРСР раніше захоплені ними території Галичини — було передані міста Стрий, Сколе, Миколаїв-Дністровський.
З жовтня 1939 року по червень 1941 в районному відділку НКВС було заарештовано і вислано в концтабори понад 360 місцевих мешканців — «ворогів радянської влади». Особливо ретельно вистежувались чекістами члени ОУН і АК, а також члени їх сімей і ті, хто був запідозрений у співпраці з ними.
Станом на 22 червня 1941 року в місті дислокувалась військова частина в/ч 3232 (146 гсп і 179 гап 44-ї гсд 13-го ск 12-ї армії), та 2-й батальйон 75 полку 10-ї дивізії НКВС по охороні залізниць. Також у Сколе, в палаці Грьодлів на Демні, був штаб 94-го прикордонного загону КОВО НКВС (командир загону майор Павло Босий, начальник штабу — майор Федір Врублевський, комісар — батальйонний комісар Микола Авдюхін).
З відступом радянських військ на початку радянсько-німецької фази війни, 1 липня 1941 року місто без бою було окуповане підрозділами угорської 1-ї гірської бригади 8-го Кошицького корпусу та частинами військ 17-ї армії вермахту. За час окупації, підрозділами СС, жандармерії та поліції було розстріляно тут понад три тисячі людей (переважно євреїв), зруйновано промислові підприємства, спалено чимало житлових будинків.
На південно-західній околиці Святослава, поблизу Сколе німецькою окупаційною адміністрацією був створений концентраційний табір (каменоломня) для молоді, що відмовилась служити в «Баудінсті», чи їхати на працю до Третього Рейху. Умови побуту в цьому таборі були жахливі. У ніч з 7 на 8 липня 1943 року, підрозділи Української народної самооборони, за допомогою жителів Коростова перебили охорону концтабору і звільнили близько 150 в'язнів.
З літа 1944 року на Сколівщині активно діяли підрозділи УПА. Найбільші бої з німцями й угорцями в Галичині відбулися з 6 по 16 липня 1944 року неподалік гори Лопата (Бій на горі Лопата), в районі Сколе і Долини на стику Дрогобицької та Станіславської областей.
9 серпня 1944 року передові частини радянської 18-ї армії генерал-лейтенанта Журавльова, що наступали на захід (частина сил 66 гвардійської стрілецької дивізії, 95 стрілецького корпусу, 24 стрілецької дивізії і 11 стрілецького корпусу) з ходу зайняли Сколе. Запеклий бій точився тільки в районі Святослава до ранку 10 серпня.

## 1944–1991: Сколе у складіУРСР
Після завершення Другої Світової війни у Сколе і околицях діяли численні партизанські загони УПА, які проводили активну терористично-підривну діяльність проти радянських установ та окремих представників і активістів місцевої радянської влади. Так, у березні 1947 року молодий бандерівець в центрі міста, опівдні, у всіх на очах застрелив начальника Сколівського міського відділку НКВС.
З 1944 по 1959 роки Сколе — районне місто Дрогобицької області УРСР.
З 30 жовтня по 4 листопада 1956 року, протягом 4 ночей через місто суцільним потоком в напрямку угорського кордону йшли колони техніки 8-ї механізованої і 38-ї армій Прикарпатського військового округу для придушення повстання у Будапешті. У місті були прийняті безпрецедентні заходи безпеки: цивільному населенню було суворо заборонено виходити на вулиці міста після 20-00, весь особовий склад міліції і внутрішніх військ здійснювали цілодобове патрулювання і охорону маршруту проходу військових колон. Навіть зі Львова прибув полк внутрішніх військ для підсилення охорони. Небезпека диверсійно-терористичних дій з боку місцевого бандерівського підпілля була дуже високою. Автомобільні і залізничні мости через рр. Стрий і Опір охоронялися трьома лініями оборони з ДОТами і бронетехнікою.
Такі самі події були в кінці серпня 1968 року у Сколье під час Празької весни. Цікаво відзначити, що під час вводу радянських військ в Чехословаччину, майбутнього першого секретаря ЦК Чехословаччини Густава Гусака співробітники КДБ переховували і давали останні інструкції в мисливському будиночку по дорозі на Кам'янку, недалеко від Сколе.
Станом на 1975 рік у Сколе функціонували лісокомбінат, лісгоспзаг, кар'єроуправління (Святослав), промкомбінат, маслозавод та два хлібзаводи, комбінат побутового обслуговування об'єднання «Сільгосптехніка», електростанція, 26 магазинів, 10 підприємств громадського харчування, три загальноосвітні школи, музична школа, два дитячих комбінати, Будинок культури «Бойківщина», дві бібліотеки (районна і міська), широкоекранний кінотеатр, єдиний в місті готель, поліклініка, районна лікарня, тубсанаторій.
З 1962 по 1991 роки у Сколе розташовувався вузловий батальйон урядового зв'язку військ КДБ СРСР. Потужний ретранслятор тропосферного радіорелейного зв'язку (станція Р-414) на г. Корчанка справно працює й досі. На всій території міста надійне покриття національних операторів мобільного зв'язку: Київстар, МТС, Beeline та lifecell.

## З 1991 Сколе уНезалежній Україні
З 1991 року місто в незалежній Україні. Проголошення незалежності України було сприйняте сколівчанами з величезним ентузіазмом. У 90-і роки частина радянських підприємств припинила свою роботу.
У 1995 році на площі Шевченка встановлено бронзовий пам'ятник кобзарю і регулярно відбуваються народні віче, а влітку 2009 року, за спонсорською допомогою сколівських підприємців, відкрито меморіал воїнам УПА.
З 1999 року незмінним мером міста був Олександр Марушкевич.
З 2010 року по 2020 рік дві каденції міським головою був Володимир Москаль. З 2020 року — Микола Романишин.
В червні 2008 року Сколе було в епіцентрі повені. Багато будинків біля Опору були підтоплені. Жертв не було.